# ولفگانگ اسمیت
 ولفگانگ اسمیت (انگلیسی: Wolfgang Smith؛ زاده ۱۸ فوریه ۱۹۳۰) یک ریاضی‌دان، و فیزیک‌دان است.